# Туре (Марказі)
Туре (перс. توره, також романізоване як Tūreh; також знаний як Tīleh і Tūleh) — місто та столиця округу Заліан в окрузі Шазанд провінції Марказі, Іран. За даними перепису 2006 року, його населення становило 2167 осіб у складі 571 сім'ї.